# San Bartolo Tutotepec (kommun)
San Bartolo Tutotepec är en kommun i Mexiko.   Den ligger i delstaten Hidalgo, i den sydöstra delen av landet, 150 km nordost om huvudstaden Mexico City.
Följande samhällen finns i San Bartolo Tutotepec:
- San Bartolo Tutotepec
- Valle Verde
- Colonia Industrial
- Calintla
- Santiago
- Pie del Cerro
- El Canjoy
- San Juan de las Flores
- El Mavodo
- La Joya
- El Veinte
- Palo Gordo
- San Sebastián
- Los Manantiales
- Buena Vista
- San Mateo
- La Cumbre de Muridores
- Cerro Verde
- Rancho Nuevo
- La Huahua
- Cerro Macho
- El Zenthe
- El Jovión
- El Nandho
- La Cumbre de la Campana
- El Denxe
- Media Cuesta
- El Jicote
- El Banco
- El Nenjo
- Tierra Fuerte